# Długa Wieś (powiat wągrowiecki)
Długa Wieś – wieś w Polsce położona w województwie wielkopolskim, w powiecie wągrowieckim, w gminie Wągrowiec.
| SIMC    | Nazwa   | Rodzaj                      |
| ------- | ------- | --------------------------- |
| 0531714 | Sieńsko | część wsi (od 2023 r. wieś) |

W latach 1975–1998 miejscowość należała administracyjnie do województwa pilskiego.